# Tatarensturm
Als Tatarensturm werden im Zusammenhang mit der Geschichte Ostpreußens Kriegshandlungen im Zuge des Zweiten Nordischen Krieges bezeichnet.
Am 23. Juni 1656 war das Kurfürstentum Brandenburg auf der Seite Schwedens, in dessen Krieg gegen den polnischen König Johann II. Kasimir und die Polnische Adelsrepublik eingetreten.
Daraufhin drangen Krimtataren, die in polnischen Diensten standen, verschiedentlich in das Brandenburg unterstehende Herzogtum Preußen ein. Dabei wurden 13 Städte, 249 Dörfer und 37 Kirchen verbrannt und zerstört. Betroffen war vor allem der Süden des Landes, aber auch die Gegend um Insterburg (heute Tschernjachowsk) und die Umgebung von Gumbinnen (heute Gusew). 23.000 Einwohner Preußens wurden hierbei getötet und 3.400 in die Sklaverei verschleppt; 80.000 Menschen starben während dieser von Christoph Hartknoch beschriebenen Ereignisse in den verwüsteten Landstrichen an Hunger und Krankheiten. Außerdem schleppten sie die Pest ein, was weitere Opfer forderte.
Brandenburg wechselte nach diesem Einfall der Krimtataren schließlich die Fronten, nachdem Polen im Vertrag von Wehlau am 19. September 1657 dem Kurfürsten die Souveränität im Herzogtum Preußen zuerkannt hatte.

## Quelle
- Gedanken und Fakten zur Bevölkerungsentwicklung in Ostpreußen